# Steven Hill (baloncestista)
Steven Hill (Chanute, Kansas, 14 de noviembre de 1985) es un exjugador de baloncesto estadounidense  que jugó un partido en la NBA, además de jugar en la NBA D-League. Con 2,13 metros de estatura, jugaba en la posición de pívot.

## Trayectoria deportiva

### Universidad
Jugó durante cuatro temporadas con los Razorbacks de la Universidad de Arkansas, en las que promedió 4,0 puntos, 3,3 rebotes y 2,0 tapones por partido. En 2007 fue elegido Jugador Defensivo del Año de la Southeastern Conference, tras acabar segundo en tapones en la conferencia, con 2,8 por partido.

### Profesional
Tras no ser elegido en el Draft de la NBA de 2008, formó contrato con los Portland Trail Blazers, pero fue descartado antes del comienzo de la temporada. En el mes de noviembre fchó como agente libre por los Oklahoma City Thunder, pero únicamente llegó a disputar un partido, en el que consiguió 2 puntos y 3 rebotes.
Tras su breve paso por los Thunder, fue asignado a los Tulsa 66ers de la NBA D-League, donde en dos temporadas jugó únicamente 18 partidos, en los que promedió 3,2 puntos y 3,4 rebotes por partido, retirándose posteriormente.

## Estadísticas de su carrera en la NBA

### Temporada regular
| Temporada | Edad | Equipo                | Liga | Pos. | P | TIT | MIN | TC  | TCA | %TC   | 3P  | 3PA | %3P | TL  | TLA | %TL | R.OF. | R.DEF. | REB | ASIS | ROB | TAP | PER | FP  | PTS |
| 2008-09   | 23   | Oklahoma City Thunder | NBA  | PF   | 1 | 0   | 2.0 | 1.0 | 1.0 | 1.000 | 0.0 | 0.0 |     | 0.0 | 0.0 |     | 2.0   | 1.0    | 3.0 | 0.0  | 0.0 | 0.0 | 0.0 | 0.0 | 2.0 |
| Total     |      |                       | NBA  |      | 1 | 0   | 2.0 | 1.0 | 1.0 | 1.000 | 0.0 | 0.0 |     | 0.0 | 0.0 |     | 2.0   | 1.0    | 3.0 | 0.0  | 0.0 | 0.0 | 0.0 | 0.0 | 2.0 |